# Posadas
Posadas és un municipi de la província de Còrdova a la comunitat autònoma d'Andalusia, a la comarca de Valle Medio del Guadalquivir. La Sierra de Posadas està declarada Reserva Mundial de la Biosfera a més pertànyer a altres xarxes de protecció mediambiental. Per això, el turisme rural és un dels sectors en auge de la localitat, al posseir una gran diversitat paisatgística en el seu terme municipal que abasta Sierra, Vega i Campiña.

## Demografia
| 1999  | 2000  | 2001  | 2002  | 2003  | 2004  | 2005  | 2006  | 2007  | 2008  |
| ----- | ----- | ----- | ----- | ----- | ----- | ----- | ----- | ----- | ----- |
| 7.167 | 7.101 | 7.032 | 7.015 | 7.117 | 7.257 | 7.316 | 7.360 | 7.352 | 7.806 |

## Història
La localitat de Posadas, indirectament, ha quedat immortalitzada en la Història literària d'Andalusia, ja que en aquesta localitat cordovesa es va materialitzar el relat de La Florida del Inca, escrita per l'Inca Garcilaso de la Vega i relatada pel veí Gonzalo Silvestre, un dels protagonistes de l'episodi que es derivà de la conquesta dels territoris nord-americans executada per Hernando de Soto entre 1539 i 1542. Gonzalo Silvestre era d'Herrera de Alcántara (Càceres) però en 1563 marxà a viure a Posadas en tornar de la contesa peruana.